# Фуркан Палали
́Фурка́н Палали́ (тур. Furkan Palalı; нар. 27 жовтня 1986 р., Ко́нья, Туреччина) — турецький актор та модель — «Best Model of Turkey» / «Найкраща модель Туреччини» 2011 року та «Best Model of the World» / «Найкраща модель світу» 2011 року — при цьому став першим, хто був обраний найкращою моделлю Туреччини, будучи вже театральним актором. Відомий у багатьох країнах світу завдяки ролі бізнесмена Онура в серіалі «No:309» / «Номер 309».

## Життєпис

### Ранні роки та сім'я
Фуркан Палали народився 27 жовтня 1986 року в турецькому місті Ко́нья. У його батьків, Джемілє́ Нільґю́н (Cemile Nilgün(тур.)) та Азмі́ Палали́ (Azmi Palalı(тур.)), є ще старший син, Абдуррахі́м (Abdurrahim Palalı(тур.)). Батько і старший брат для Фуркана є великими авторитетами. Батько в молодості захоплювався спортом, працював моделлю, то ж послужив прикладом для молодшої дитини, так само, як і брат, який заохотив хлопця до баскетболу.

### Особисте життя
Під час знімального процесу серіалу «Одного разу в Чукурова» в Адані на початку квітня 2021 року тест на коронавірус Фуркана Палали виявився позитивним. Актор не був госпіталізований, і при хорошому загальному стані здоров'я продовжив лікування вдома. До початку травня він уже повернувся до роботи над роллю.

### Стосунки
На початку кар'єри за чутками зустрічався з турецькими актрисами Екі́н Тюркме́н, Пелі́н Аки́л і Тубо́ю Мелі́с Тюрк. 2016 року під час знімання серіалу «Номер 309» Фуркан Палали познайомився з акторкою Демет Оздемір. За словами турецьких журналістів між молодими людьми спалахнула пристрасть, але цю інформацію обидва актори спростовують.
В 2018 році Фуркан Палали мав роман з турецькою акторкою Бурджу́ Киратли́. Пара розірвала стосунки через 4 місяці.

## Освіта
Фуркан отримав середню освіту в приватному середньому коледжі Ділта́ш міста Ко́нья (Diltaş Eğitim Kurumları(тур.)). Потім продовжив навчання у Анатолійському ліцеї Долаполу́ (Dolapoğlu Anadolu Lisesi(тур.)). По закінченню ліцею переїхав до Анкари́ і в 2003 році вступив до місцевого вищого навчального закладу — університету Хаджеттепе́ (Hacettepe(тур.)) — на факультеті гідрогеології. Якийсь час у молодої людини навіть була думка повернутися до Коньї і відкрити там компанію з буріння.
Майбутній актор пройшов 6 місяців творчої драматичної підготовки в Анкарі, також набував театрального акторського досвіду під керівництвом Тунджа́я Озіне́ля та актора і драматурга Ферді́ Мерте́ра.
Фуркан Палали отримав також другу освіту в університеті Мармара́ в Стамбулі — закінчив магістратуру на факультеті радіо та телебачення.
Рідна мова актора — турецька, також він вільно володіє англійською мовою.

## Кар'єра

### Баскетбольна кар'єра
Ще під час навчання в молодших класах Фуркан Палали почав займатися баскетболом. Спочатку хлопця взяли в секцію через високий зріст (190 см), потім тренери розгледіли талант і запросили в баскетбольну команду «Комбаса́н Коньяспор» («Kombassan Konyaspor»(тур.)), який на той час змагався в турецькій баскетбольній першій лізі. Там Палали грав 7 років, поки у 2000 році не перейшов в клуб «Тофа́ш» («Tofaş Kulübü»(тур.)), за який молодий чоловік виступав ще 2 роки. У 2003 році після 2-х років успішних виступів Фуркан попрощався з баскетболом, щоб зосередитися на отриманні освіти.

### Модельна кар'єра
Протягом півтора років Фуркан брав участь у різних засадах свого агентства — був запрошений на безліч показів мод та знімався для каталогів ( дефіле: Тиждень моди Eskişehir(тур.) Sonbahar Kış Koleksiyonları — 9-10 жовтня 2010 року; Atatürk Kıyafetleri(тур.) (Бурса, Анкара, Тунджелі, Конья — 29 жовтня 2010 року, Анкара, Текірдаг, Аланія — 10 листопада 2010 року); Fatih Sultan Mehmet(тур.) (TRT 1); Bursa Ece Gürselle Gelin Damat(тур.); Новорічне шоу İskenderun Prime Mall — 18 грудня 2010 року; İstanbul Fashion Week ’2012 İlkbahar/Yaz Damat Tween Defilesi (8 вересня 2011 року); знімальні сессії для каталогів: Metro Gross Market ’Осінь 2010, Metro Gross Market ’Зима 2010, каталогів Errea, каталогу костюмів національної збірної; знімальна сесія для запуску серіалу «Spartacus Blood and Sand», для Silk&Cashmere для Beyaz Tv «Gülay Kuriş»(тур.), для каталогів журналу Beğendik(тур.), каталогу Galatasaray та т. ін.).
 Фотогенічна зовнішність і спортивна фігура дозволили Фуркану Палали під час навчання в університеті співпрацювати з модельними агентствами. Розпочав він свою модельну кар'єру, за підтримки друзів, в 2009 році в агентстві, що базується в Анкарі, а після закінчення університету оцінив пропозиції зі Стамбулу та у 2010 році підписав контракт з модельним агентством Селі́н Боронка́й (Selin Boronkay Ajans(тур.)).
Для Фуркана відкрився світ подіумів, фотосесій, модних показів, і постійна участь в рекламних заходах — він працює як у національній, так і в міжнародній індустрії моди.
Він став однією з моделей, яких найбільше цінував дизайнер Хюсейі́н Кючю́к. У такий спосіб юнак готувався до участі в конкурсі «Найкраща модель», що було його єдиною метою. Підтримувати фізичну форму і правильно харчуватися парубку допомагало спортивне минуле.
Наступною сходинкою в житті майбутнього актора стала перемога в конкурсі «Best Model of Turkey» / «Найкраща модель Туреччини» в 2011 році. Як наслідок, Фуркан Палали отримав право представляти свою країну в міжнародному конкурсі «Best Model of the World» / «Найкраща модель світу», де в цьому ж, 2011 році, знову посів перше місце. Його ім'я стало відомим ім'ям у міжнародній модельній спільноті.

### Акторська кар'єра

#### Ролі в театрі
Дитяча мрія про акторську кар'єру привела Палали на піврічні курси акторської майстерності до відомого театру Тунджая Озінеля. Фуркан зіграв декількох персонажів (Шамда́н Мехме́т, Доктор Зекі́ та Расухі́) у п'єсі «Прокидайся, Ґазі́ Кема́ль» (2010—2011). Також він виходив на сцену в провідній ролі Парубка в п'єсі «Тетікчі́» («Кіллер») (2011—2012), що була написана і поставлена Ферді Мертером у Театрі Тепебаши́.

#### Ролівтелесеріалах
Паралельно з навчанням, роботою в модельному агентстві, грою в театрі, Фуркан також брав участь в різних кастингах і кінопробах. У 2010 році помітного красеня запросили в серіал «Маленькі таємниці». Хоча роль (персонаж на ім'я Ара́с) була епізодичною, вона послужила відправною точкою акторської кар'єри. Далі була невелика роль (камео) в серіалі «Назвала я її Феріха́» («Сила кохання Феріхи», 2011 р., в головних ролях — Хазал Кая та Чаатай Улусой). Наступним проєктом, в якому Фуркан взяв участь, був драматичний серіал каналу ATV (Turkey) «Життя триває» (2011 р.). Режисер та сценарист серіалу — Махсу́н Кирмизиґю́ль, у головних ролях — сузір'я турецького кінематографу — Фікре́т Кушка́н, Аріф Еркін Ґюзельбейолу́, Мельте́м Міралолу́, Шена́й Ґюрле́р, Рана́ Джаба́р, Розе́т Хубе́ш, Ону́р Туна́, Несліхан Атаґюль, Сера́ Токдемір, Серка́н Шена́льп, Алі Баркін, Чала́ Шимше́к. Фуркан Палали виконав роль другого плану (персонаж Ґіра́й Озтю́рк) з 14 епізоду (17 лютого 2012) по 32 епізод серіалу (кінець першого сезону).
В 2012 році Фуркан зіграв в серіалі «Останнє літо на Балканах 1912» (з 25 вересня 2012, персонаж Арі́ф Манастирли́, виробництво студії Adam Film для каналу ATV (Turkey)). Стрічка знята за історичними реаліями, виводить на екран події напередодні Балканської війни до битви під Чанаккале́. Це історія про людей, які боролися за своє життя і намагались претендувати на свої землі, коли їм довелося мігрувати з рідних міст. Фуркан Палали поділив провідні ролі з популярними в Туреччині акторами — Хаза́л Кая́, Тууче́ Каза́з і Тарду́ Флорду́ном.
У 2013 році (ефір першої серії — 14 квітня 2013) разом з Екі́н Тюркме́н і Мюґе Боз Фуркан Палали зіграв головного героя в серіалі «Любов вимагає зусиль» виробництва MinT Motion Pictures для телеканалу Show TV. Це романтична комедія про Демі́ра Сарманолу́, сина багатого фабриканта. Він повернувся з Америки, куди давно виїхав вчитися і де так і не отримав диплом. У той час, коли Демір думав, що візьме на себе управління батьковою компанією, у його батька зовсім інші плани — він наказав синові ставати до роботи на фабриці, щоб той міг пізнати життя і навчитися бізнесу з найнижчого рівня. Крім того, ніхто не повинен був дізнатися, що Демір — син боса. На фабрику молодий спадкоємець, якого тримають в секреті, влаштувався як Емре́ Акта́ш. Демір був шокований, але на фабриці, куди його змусили піти працювати, він зустрів дівчину-робітницю на ім'я Дені́з. Відтоді Демір вже не міг ставитися до роботи на фабриці байдуже, бо почалась історія кохання…
Вважаючи на героїко-патріотичний зміст серіалу, можна впевнено визнати, що його назву слід сприймати не як дослівний переклад — «червоне яблуко», а як ідіому, символ. Бо, насправді, згідно словнику турецької мови, слово «кизилельма» це вираз, який символізує ідеали або мрії в турецькій міфології для турків і особливо для турків-огузів від турецького суверенітету аж до турецького націоналізму і турецького експансіонізму. Тобто це досить ідеологічний та пропагандистський вираз.
 Наприкінці 2013 року актора, який вже накопичив безцінний досвід роботи на знімальних майданчиках, затвердили на головну роль в бойовику режисера Осма́на Сина́ва «Кизи́лельма́» («Червоне яблуко», січень 2014 — 23 жовтня 2014), що транслювався на каналі TRT 1. У картині змальовано роботу Організації національної розвідки Туреччини (МІТ(тур.)), яка відстоює інтереси суспільства країни. Головний герой, молодий солдат Мура́д Алта́й запобіг нападу диверсійної групи, чим вразив голову Розвідки і, врешті, прийняв пропозицію співпраці. Разом з Фурканом в головних ролях знімались також Пелін Аки́л, Зейне́п Ерона́т та Ерда́л Джиндору́к.
Наступного, 2015 року (перша серія — 8 серпня 2015), Фуркан Палали зіграв Кена́на Алта́я в серіалі «Останній вихід» (про життя підлітків, яких намагаються затягти в тенета наркоманії). У фільмі виробництва компанії Estet Film для каналу TRT 1 також знімались Султа́н Улута́ш, Толґа́ Ґюле́ч, Долуна́й Сойсе́рт, Хальду́н Бойса́н та Чаа́н Атака́н Арсла́н.
İnsanlar dizileri çok ciddiye alıyor. Televizyonun bir şeyleri değiştirebileceğini düşünüyorum o yüzden. Bir kişi için bile bir kıvılcım olmak önemli.
Фуркан Палали, 
В грудні 2015 року Фуркан Палали підписав контракт з акторським агентством Дже́ма Татлиту́у (Cem Tatlıtuğ Management(тур.)).
В 2016 році актор отримав роль, яка принесла йому визнання в багатьох країнах світу. Це головна роль — бізнесмена Ону́ра Сариха́на — в багатосерійному телесеріалі виробництва студії Gold Film «Номер 309» / «No:309». Драматичний серіал був знятий режисером Хаса́ном Толґа́ Пула́том за сценарієм Асли́ Зенґін та Бану́ Зенґін для телеканалу FOX (Turkey). Прем'єра відбулася 1 червня 2016 року, а завершився показ 25 жовтня 2017 року.
Ще до закінчення зйомок в «Номері 309», в середині жовтня 2018 року актор прийняв запрошення в серіал «Нехай станеться диво» (первісна назва «Чукурдере́» — в перекладі з турецької «Глибока яма») виробництва компанії Pastel Film для FOX (Turkey). Він зіграв адвоката Їіта Тюме́ра, який розшукував онуку свого боса. Бідна знедолена дівчина стала спадкоємицею мільйонера, а головний герой в неї закохався. Партнеркою Фуркана Палали в цьому серіалі стала молода акторка Су Кутлу́. На жаль, зйомки серіалу було припинено після 3-ї серії через низькі рейтинги.
На початку 2019 року Фуркан Палали перейшов до акторського агентства Ґьокха́на Ґюне́ша (GG Managements), з яким успішно співпрацює по теперішній час.
В березні 2019 року актор погодився взяти участь в новому телепроєкті виробництва компанії O3 Medya для телеканалу Star TV. З червня (перша серія — 13 червня) по грудень (остання серія — 28 грудня) 2019 року було знято серіал «Моя солодка брехня» (первісна назва — «В очікуванні моєї мами»), в якому Фуркан Палали також зіграв головну роль разом з Асли́ Бекіролу́ та Лав́інією Унлює́р. Його герой, Нежа́т Їлма́з — батько-одинак, власник фірми з виробництва окулярів. Дружина без наявних причин залишила його з маленьким дитям, але від її імені він писав доньці листи немов би з Африки, щоб дівчинка не відчувала себе покинутою. Донька, Ка́йра, настільки повірила в вигадану батьком історію, так наполягала на зустрічі з матір'ю, що практично поставила батька перед вибором — він мусив або розповісти всю правду, або знайти мати. В цей час, коли Нежат опинився буквально в глухому куті, на його шляху з'явилась молода дівчина, Суна́. Ця випадкова зустріч змінила життя всіх трьох — і Нежата, і Кайри, і Суни. Історія Нежата і Суни, людей різних світів, почалась з невинної зовні брехні і перейшла до любові, яка, сповнена несподіванок, захопила аудиторію. За роль Нежата Їлмаза Фуркан Палали отримав декілька нагород як найкращий актор року.
В 2020 році Фуркан Палали як один з провідних акторів був запрошений до зіркового касту 3 сезону (перша серія сезону — 17 вересня 2020) одного з найпопулярніших в Туреччині серіалів «Одного разу в Чукурова́». Серіал транслювався на турецькому телеканалі ATV (Turkey). Багатосерійна турецька сага виробництва кінокомпанії Tims&B є ремейком знаменитого американського телевізійного проєкту «Дні жнив» («Days of Heaven»(англ.)), прем'єра якого відбулася в 1978 році. Дія епічної стрічки з численними сюжетними лініями починає розгортатися в 70-х роках XX століття. До цієї заплутаної історії Фуркан Палали приєднався як Фікре́т Фекелі́ (про якого нікому не відомо ні хто він, ні звідки) — племінник знаного на всю Адану своєю мудрістю Алі́ Рахме́та Фекелі́. Якщо дядько завжди відстоював справедливість і милосердя, племінник, навпаки, приїхав з метою помсти, реванша за знедолене дитинство і понівечене життя матері. Приїзд Фікрета з Німеччини, де він проживав багато років, розхитав порядок денний в Чукурова. Ця роль Фуркана Палали дуже багатогранна, бо Фікрет Фекелі водночас чутливий і злий, добросердий і жорсткий, його емоції стрімко зростають і падають, він не може стримувати свій гнів — і потім люто про це шкодує, а також він безрозсудний в любові.

#### Ролі вкінофільмах
В 2015 році Фуркан Палали отримав свою першу, до того ж, головну, роль у кінофільмі — «Сомунджу́ Баба́. Таємниця кохання» («Хлібний Батько», «Батько Сомунджу») режисера Кюрша́та Кизба́за — історичній драмі, яка розповідає про життя суфійських проповідників. Головний герой, Хамі́д, став свідком звірячого вбивства власного батька. Незміцніла душа Хаміда боляче переживала трагедію, і він вирішив відмовитися від мирських благ і стати дервішем. Хамід попрямував до суфійського монастиря з метою пізнання Бога. Але наставник поставив йому умову: щоб пізнати справжню небесну любов, необхідно осягнути земну. Для цього заручив свою дочку з учнем, і пообіцяв відкрити таємницю любові до Всевишнього через рік. По закінченні терміну, обійшовши майже всю країну і повернувшись додому, молодий дервіш дізнався, що його дружина народила дитину. Йому довелося приймати непросте рішення: стати турботливим батьком або залишитися мандрівним дервішем. Фуркан Палали працював над роллю поруч з такими талановитими турецькими акторами, як Тува́на Тюрка́й, Фира́т Тани́ш, Хальду́н Бойса́н, Алта́н Ґьордю́м, Сун́а Селе́н, Сіна́н Албайра́к, Кена́н Бал, Емін Олча́й, Алі Сюрмелі та іншими. Фільм вийшов на екрани Туреччини 1 квітня 2016 року.
В 2018 році Палали був обраний на невелику, але дуже значущу для нього, як уродженця Центральної Анатолії, роль видатного перського поета-суфія Мевля́ни у фільмі «Непокірний Карата́й».
На початку 2019 року Фуркан Палали у турецько-японському фільмі «Повернення додому» зіграв таксиста Месу́та. За основу сценарію взято книгу журналіста-письменника Ерда́ла Ґюве́на «Втеча з Тегерану» — про велику операцію визволення заручників під час конфлікту Ірана та Ірака в 1985 році.

## Фільмографія
| Театральні вистави | Театральні вистави | Театральні вистави                                  | Театральні вистави      | Театральні вистави         | Театральні вистави                                                          | Театральні вистави |
| роки               | проєкт             | театр                                               | назва                   | оригінальна назва          | роль                                                                        | примітки           |
| ------------------ | ------------------ | --------------------------------------------------- | ----------------------- | -------------------------- | --------------------------------------------------------------------------- | ------------------ |
| 2010—2011          | вистава            | Театр Тунджая Озінеля Tuncay Özinel Tiyatrosu(тур.) | Прокидайся, Ґазі Кемаль | Uyan Uyan Gazi Kemal(тур.) | Шамдан Мехмет, Расухі, Доктор Зекі Şamdan Mehmet, Rasuhi, Doktor Zeki(тур.) | ролі другого плану |
| 2011—2012          | вистава            | Театр Тепебаши Tepebaşı Tiyatrosu(тур.)             | Тетікчі (Стрілок)       | Tetikçi(тур.)              | Парубок Delikanlı(тур.)                                                     | провідна роль      |

| Кінофільми та телесеріали | Кінофільми та телесеріали | Кінофільми та телесеріали             | Кінофільми та телесеріали                                                                                                | Кінофільми та телесеріали                                                | Кінофільми та телесеріали |
| роки                      | проєкт                    | назва                                 | оригінальна назва | роль                                                                     | примітки                  |
| ------------------------- | ------------------------- | ------------------------------------- | --- | ------------------------------------------------------------------------ | ------------------------- |
| 2010—2011                 | серіал                    | Маленькі таємниці                     | Küçük Sırlar(тур.) | Арас Aras(тур.)                                                          | епізодична роль           |
| 2011—2012                 | серіал                    | Сила кохання Феріхи                   | Adını Feriha Koydum(тур.)                                                                                                | модель, Фуркан manken Furkan(тур.)                                       | камео                     |
| 2011—2013                 | серіал                    | Життя продовжується                   | Hayat Devam Ediyor(тур.)                                                                                                 | Ґірай Озтюрк Giray Öztürk(тур.)                                          | роль другого плану        |
| 2012                      | серіал                    | Останнє літо на Балканах 1912         | Son Yaz Balkanlar 1912(тур.)                                                                                             | Аріф Манастирли Arif Manastırlı(тур.)                                    | головна роль              |
| 2013                      | серіал                    | Любов вимагає зусиль                  | Aşk Emek İster(тур.) | Демір Сарманолу (Емре Акташ) Demir Sarmanoğlu (Emre Aktaş)(тур.)         | головна роль              |
| 2014                      | серіал                    | Кизилельма (Червоне яблуко)           | Kızılelma(тур.) | Мурад Алтай Murad Altay(тур.)                                            | головна роль              |
| 2015                      | серіал                    | Останній вихід                        | Son Çıkış(тур.) | Кенан Алтай Kenan Altay(тур.)                                            | головна роль              |
| 2016                      | фільм                     | Сомунджу Баба́. Таємниця кохання       | Somuncu Baba Aşkın Sırrı(тур.)                                                                                           | Сомунджу Баба́ (шейх Хамід-і-Велі) Somuncu Baba (Şeyh Hamid-i Veli)(тур.) | головна роль              |
| 2016—2017                 | серіал                    | Номер 309                             | No: 309(тур.) | Онур Сарихан Onur Sarıhan(тур.)                                          | головна роль              |
| 2018                      | фільм                     | Непокірний Каратай                    | Direniş Karatay(тур.) | Мевляна, Джелялєддін Румі Mevlânâ Celâleddîn-i Rûmî(тур.)                | епізодична роль           |
| 2018                      | серіал                    | Нехай станеться диво                  | Bir Mucize Olsun(тур.)                                                                                                   | Їіт Тюмер Yiğit Tümer(тур.)                                              | головна роль              |
| 2019                      | фільм                     | Повернення додому                     | Yuvaya Dönüş(тур.) | Месут Mesut(тур.)                                                        | головна роль              |
| 2019                      | серіал                    | Моя солодка (мила) брехня             | Benim Tatlı Yalanım(тур.)                                                                                                | Нежат Їлмаз Nejat Yılmaz(тур.)                                           | головна роль              |
| 2018—2022                 | серіал                    | Одного разу в Чукурова, 3 та 4 сезони | Bir Zamanlar Çukurova, 3. Sezon(тур.), 17 вересня 2020 — 24 червня 2021, 4. Sezon(тур.), 9 вересня 2021 — 16 червня 2022 | Фікрет Фекелі Fikret Fekeli(тур.)                                        | провідна роль             |
| 2024                      | серіал                    | Брудний кошик, 2 сезон                | Kirli Sepeti, 2. Sezon(тур.)                                                                                             | Левент Levent(тур.)                                                      | роль другого плану        |

| Телевізійні програми та телеінтерв'ю | Телевізійні програми та телеінтерв'ю | Телевізійні програми та телеінтерв'ю                                        | Телевізійні програми та телеінтерв'ю                                    | Телевізійні програми та телеінтерв'ю |
| роки                                 | телеканал                            | назва                                                                       | оригінальна назва                                                       | ведучий |
| ------------------------------------ | ------------------------------------ | --------------------------------------------------------------------------- | ----------------------------------------------------------------------- | --- |
| 3 серпня 2011                        | A9 TV                                | Благословенне місто Стамбул: Дівоча вежа                                    | Mübarek şehir İstanbul: Kız Kulesi(тур.)                                | Фуркан Палали Furkan Palalı(тур.) |
| 16 листопада 2011                    | Kanal D                              | Шоу Беяза                                                                   | Beyaz Show(тур.)                                                        | Бея́з Озтю́рк Beyaz Öztürk(тур.) |
| 21 листопада 2011                    | Show TV                              | Сьогодні із Сабою Тюмер                                                     | Saba Tümer ile Bugün(тур.)                                              | Саба́ Тюме́р Saba Tümer(тур.) |
| 2 грудня 2011                        | Cine5                                | Місце зустрічі з Ясемін Бозкурт                                             | Yasemin Bozkurt'la Buluşma Noktası(тур.)                                | Ясемін Бозку́рт Yasemin Bozkurt(тур.) |
| 19 грудня 2011                       | Show TV                              | Шоу-клуб                                                                    | Show Kulüp(тур.)                                                        | Мерт Оґю́н Mert Öğün(тур.) |
| 27 лютого 2012                       | Beyaz TV                             | Мій милий з Едже, 86 епізод                                                 | Ece ile Tatlım Benim 86.Bölüm(тур.)                                     | Едже́ Ерке́н Ece Erken(тур.) |
| 23 травня 2012                       | TV8                                  | Чи є щось подібне?                                                          | Böyle Bir Şey Var Mı?(тур.)                                             | Дженґі́з Семерджіолу́ Cengiz Semercioğlu(тур.) |
| 8 жовтня 2012                        | CNN Türk                             | Тут багато слів                                                             | Burada Laf Çok(тур.)                                                    | Месу́т Яр Mesut Yar(тур.) |
| 13 лютого 2014                       | Kanal 24                             | До закінчення слова                                                         | Söz bitmeden(тур.)                                                      | |
| 2 серпня 2014                        | Beyaz TV                             | За лаштунками                                                               | Perde Arkası(тур.)                                                      | Фунда́ Карає́ль Funda Karayel(тур.) |
| 22 серпня 2014                       | TRT Okul                             | Журнал Кампус                                                               | Kampüs Magazin(тур.)                                                    | Серха́н Арсла́н Serhan Arslan(тур.) |
| 23 вересня 2014                      | 1'DE SABAH                           | Ранкове шоу                                                                 | Sabah programi(тур.)                                                    | Сельве́р Ґьозюачи́к Selver Gözüaçık(тур.) |
| 11 квітня 2015                       | TRT Spor                             | Екстремальні новачки                                                        | Acemiler Extreme(тур.)                                                  | Керім Сава́ш Сари́ Kerim Savaş Sarı(тур.) |
| 4 червня 2015                        | CNN Türk                             | І так далі й таке інше                                                      | Falan Filan(тур.)                                                       | Мехме́т Турґу́т Mehmet Turgut(тур.) |
| 26 березня 2016                      | ATV                                  | Чужий син                                                                   | Elin Oğlu(тур.)                                                         | Бурджу́ Есмерсо́й та Сіна́н Чалишканолу́ Burcu Esmersoy ve Sinan Çalışkanoğlu(тур.) |
| 29 березня 2016                      | HadiBeTV                             | Давай вже                                                                   | Hadi Be(тур.)                                                           | Емре́ Сайґи́ Emre Saygı(тур.) |
| 31 березня 2016                      | teve2                                | Будь здоровий                                                               | Çook Yaşa(тур.)                                                         | Дер'я́ Озе́ль Derya Özel(тур.) |
| 31 березня 2016                      | Beyazperde                           | Ексклюзивне інтерв'ю                                                        | Özel Röportajı(тур.)                                                    | |
| 31 березня 2016                      | NTV                                  | З ранку до ночі                                                             | Gece Gündüz(тур.)                                                       | Ґюля́й Афша́р Gülay Afşar(тур.) |
| 1 квітня 2016                        | Kanal D                              | Шоу Беяза                                                                   | Beyaz Show(тур.)                                                        | Бея́з Озтю́рк Beyaz Öztürk(тур.) |
| 10 лютого 2017                       | Ontrava                              | Ексклюзивне інтерв'ю                                                        | Özel Röportajı(тур.)                                                    | |
| 26 травня 2017                       | Kanal D                              | Шоу Беяза                                                                   | Beyaz Show(тур.)                                                        | Бея́з Озтю́рк Beyaz Öztürk(тур.) |
| 21 вересня 2017                      | YouTube, трансляція наживо           | 25-та річниця Асоціація «Фенербахче 1907»                                   | 1907 Fenerbahçe Derneği, 25. Yıl Canlı Yayını(тур.)                     | Фуркан Палали, Нежа́т Ішле́р, Сельчу́к Йонте́м, Мельте́м Джумбу́ль, Ґьокче́ Бахади́р, Сарп Аккая́, Кадір Доулу́, Тюлін Шахін, Фахір Атаколу́, Ерджа́н Саа́тчі, Бедрі Байка́м, Еґе́ Кьокенлі, Сіна́н Байракта́р, Джейда́ Дювенджі, Емре́ Карає́ль Furkan Palalı, Nejat İşler, Selçuk Yöntem, Meltem Cumbul, Gökçe Bahadır, Sarp Akkaya, Kadir Doğulu, Tülin Şahin, Fahir Atakoğlu, Ercan Saatçi, Bedri Baykam, Ege Kökenli, Sinan Bayraktar, Ceyda Düvenci, Emre Karayel(тур.) |
| 22 грудня 2017                       | Artist                               | Артист (4 епізод)                                                           | Artist (4. Bölüm)(тур.)                                                 | Бурджу́ Бакду́р Burcu Bakdur(тур.) |
| 2 січня 2018                         | Show TV                              | Отримай новину від дитини. Новорічний випуск                                | Çocuktan Al Haberi Ünlüler Yılbaşı. Özel Bölümü(тур.)                   | Еврім Аки́н Evrim Akın(тур.) |
| 15 лютого 2018                       | GQ Türkiye                           | GQ Чоловік року 2017                                                        | GQ Men of the Year 2017(тур.)                                           | Ґюля́й Афша́р та Муамме́р Брав Gülay Afşar ve Muammer Brav(тур.) |
| 31 грудня 2018                       |                                      | Знімальний майданчик фільму «Повернення додому». Перше ексклюзивне інтерв'ю | Yuvaya Dönüş setinden ilk özel röportaj(тур.)                           | Бюлє́нт Ґюна́л Bülent Günal(тур.) |
| 15 квітня 2019                       | BloombergHT                          | Правда з Асли Шафак                                                         | Aslı Şafak'la İşin Aslı(тур.)                                           | Асли́ Шафа́к Aslı Şafak(тур.) |
| 14 червня 2019                       | Star TV та FBTV                      | Фенербахче WinWin, трансляція наживо                                        | Fenerbahçe WinWin(тур.)                                                 | Туба́ Дура́л Tuğba Dural(тур.) |
| 27 грудня 2019                       | Kral Müzik                           | Тріо «Таксім», Фуркан Палали та Асли Бекіролу. «Я тебе кохаю»               | Taksim Trio, Furkan Palalı & Aslı Bekiroğlu. «Ben Seni Sevdiğimi»(тур.) | концертне виконання konser performansı(тур.) |
| 15 січня 2021                        | Hürriyet                             | Стиль життя                                                                 | Life Style(тур.)                                                        | Феріт Омеролу́ Ferit Ömeroğlu(тур.) |
| 9 травня 2021                        | ATV                                  | Новини ATV. Ітерв'ю                                                         | ATVhaber. Rröportaj(тур.)                                               | |

## Нагороди та номінації
| роки | дати              | премія | категорія                                | проєкт                                              | результат |
| ---- | ----------------- | --- | ---------------------------------------- | --------------------------------------------------- | --------- |
| 2011 | 13 листопада 2011 | Найкраща модель Туреччини 2011 Best Model of Turkey 2011(тур.)                                            | Найкраща модель Туреччини                |                                                     | перемога  |
| 2011 | 11 грудня 2011    | Найкраща модель світу 2011 Best Model of the World 2011(тур.)                                             | Найкраща модель світу                    |                                                     | перемога  |
| 2017 | 17 березня 2017   | 6-та медіа-премія університету Гелішім, Стамбул İstanbul Gelişim Üniversitesi‘nin 6. Medya Ödülleri(тур.) | Найкращий актор року                     |                                                     | перемога  |
| 2017 | 4 жовтня 2017     | 43-й Золотий Метелик Pantene 2017 43.Pantene Altın Kelebek Ödülleri(тур.)                                 | Найкращий актор романтичної комедії      | Номер 309 No: 309(тур.)                             | номінація |
| 2019 | 18 листопада 2019 | 3-я премія Турецько-Азербайджанського братства 3. Türkiye Azerbaycan Kardeşlik Ödülleri(тур.)             | Найкращий актор романтичної комедії      | Моя солодка (мила) брехня Benim Tatlı Yalanım(тур.) | перемога  |
| 2019 | 11 грудня 2019    | Успіх Туреччини Türkiye Başarı Ödülleri(тур.)                                                             | Найкращий актор року                     | Моя солодка (мила) брехня Benim Tatlı Yalanım(тур.) | перемога  |
| 2019 | 21 квітня 2020    | Марка Туреччини Türkiye Marka Ödülleri(тур.)                                                              | Найкращий актор романтичної комедії року | Моя солодка (мила) брехня Benim Tatlı Yalanım(тур.) | перемога  |
| 2020 | 5 липня 2020      | 46. Премія «Золотий метелик» 46. Pantene Altın Kelebek Ödülleri(тур.)                                     | Найкращий актор романтичної комедії      | Моя солодка (мила) брехня Benim Tatlı Yalanım(тур.) | номінація |
| 2020 | 12 серпня 2020    | Золота Вершина і кар'єрна нагорода Altın Zirve ve Kariyer Ödülleri(тур.)                                  | Найкращий актор року                     |                                                     | перемога  |

## Популярність
Визнання в багатьох країнах світу Фуркану Палали принесла головна роль в серіалі 2016—2017 років «Номер 309». Головну жіночу роль зіграла популярна красуня Демет Оздемір, що також робило картину бажаною для перегляду. Серіал — романтична комедія з нехитрим сюжетом і неповторним турецьким колоритом на початку, і — сімейна драма наприкінці.
Мила дівчина Ла́лє Йенілме́з (у виконанні Демет Оздемір) допомагала матері в квітковому магазині. Після зради коханого вона не бажала зав'язувати стосунки, цілком віддалася роботі. Ону́р Сариха́н (Фуркан Палали) — «золотий хлопчик», спадкоємець надзвичайного статку. Щоб отримати заповітні мільйони, йому було необхідно в найкоротші терміни одружитися і обзавестися дитиною. Поступаючись тиску батьків, Онур погодився на побачення з багатою дівчиною Пелінсу, яку не знав в обличчя. Мати Лалє переживала самотність улюбленої дочки і «присватала» їй лікаря, якого так само звали Онур. Волею випадку, молоді пари повинні були зустрітися ще й в одному й тому закладі. Онур і Лалє на «побаченні наосліп» прийняли один одного за тих, з ким мали зустрітися насправді. Взаємна іскра симпатії, романтична обстановка, алкоголь призвели до спільно проведеної ночі в готелі. Незабаром Лалє дізналась про вагітність. Батьки обох наполягли на укладанні шлюбу, але на шляху справжнього щастя, як відомо, належало подолати безліч перешкод. У серіалі грамотно продуманий образ кожного, навіть другорядного персонажа, що додало частинку драматизму, веселості і інтриги сюжету.
Телесеріали «Номер 309» та «Моя солодка (мила) брехня», в яких Фуркан Палали виконав головні ролі, привернули велику увагу за кордоном. «Номер 309» транслюється в 51 країні, а «Моя солодка (мила) брехня» — у 26 країнах. Художній фільм «Сомунджу Баба́. Таємниця кохання» вийшов у прокат в 50 країнах світу — з англійськими, німецькими, іспанськими, французькими, італійськими, японськими, китайськими та російськими субтитрами.

## Гуманітарна, громадська та соціальна діяльність
28 травня 2013 року Фуркан Палали разом з сотнями інших активістів, в тому числі відомих діячів мистецтва Туреччини, вийшов на підтримку мирної протестної акції в парку Ґезі на центральному майдані Стамбула — Таксимі, аби запобігти його руйнуванню. Демонстранти висловили свою незгоду з рішенням уряду про вирубку парку для звільнення місця під відновлення Таксимських військових казарм часів Османської імперії (які було знесено 1940 року) і подальше розміщення торгового центру всередині них.
Актор постійно бере участь у благодійних акціях підтримки дітям з проблемами розвитку або з важкими захворюваннями.
29 червня 2015 відомі співаки, актори та моделі, у складі яких був і Фуркан Палали, провели благодійну вечерю іфтар, організовану в рамках проєкту «Ти створюєш диво» («Bir Mucize de Sen Yarat»(тур.)) для дітей з синдромом Дауна. Проєкт спрямовував суспільство захищати таких дітей, підтримувати їх і давати їм більше любові.
Багато років Фуркан Палали підтримує заходи різних благодійних організацій та Фонду здоров'я і освіти для дітей, хворих на лейкемію LÖSEV (Lösemili Çocuklar Sağlık ve Eğitim Vakfı(тур.)). У 2016 році, 8 жовтня, актор на стадіоні Мальтепе в складі «зіркової команди» провів футбольний матч, ініційований благодійною організацією «У мене є бажання» («Bir Dileğim Var»(тур.)) для підтримки хворих на лейкемію та рак дітей. 25 грудня 2016 року LÖSEV підготував для маленьких пацієнтів традиційну новорічну зустріч. Щоб розрадити дітей, яким довелося провести Новий рік у багатопрофільній лікарні LÖSANTE, фонд запросив на новорічну вечірку улюблену на той час акторську пару — виконавців головних ролей серіалу «Номер 309» Фуркана Палали та Демет Оздемір.
Актор також є прихильником проєкту соціальної відповідальності «Освіти́ своє життя» («Hayatı Aydınlat»(тур.)) для дітей з обмеженими можливостями, організованого енергетичною компанією CK Enerji Boğaziçi Elektrik Dağıtım A.Ş. (BEDAŞ)(тур.). 31 січня 2017 року він відвідав концерт в рамках цього проєкту. 8 жовтня 2019 року на черговому концерті проєкту «Освіти́ своє життя» Фуркан Палали разом зі своїм другом, актором Толґо́ю Ґюле́чем дуетом співав з Робочої сцени Grand Pera (Grand Pera Emek Sahnesi(тур.)) для дітей-інвалідів та дітей-сиріт.
В травні 2017 року Фуркан Палали підтримав проєкт соціальної відповідальності «Солодкі Ангели» («Tatlı Melekler»(тур.)), що об'єднав дітей з особливими потребами та відомих акторів і художників. Фотографії, зроблені діячами мистецтва, які взяли участь в проєкті, і дітьми, були надруковані на печиві у формі серця і виставлені на продаж, а отримана від проєкту виручка була використана на оплату освіти дітей з особливими потребами.
2 квітня 2019 року Фуркан Палали брав участь у відкритті виставки малюнків «Надія невинності» («Masumiyetin Umudu»(тур.)) в художній галереї Трампа у співпраці з Торговим центром Трампа і Асоціацією сильних сімей з аутизмом (OGAD). Дохід від виставки, на якій були представлені роботи як дітей з аутизмом, так і звичайних дітей, і відомих художників, був переданий до Асоціації для фінансування Центру сімейних консультацій та освіти.
З перших тижнів, як весь світ охопила епідемія Covid-19, Фуркан Палали підтримав зусилля з надання допомоги людям, які не можуть вийти з дому і стали жертвами епідемії. 2 квітня 2020 року він відгукнувся на ініціативу відомого турецького співака Халю́ка Леве́нта підтримувати продуктовими наборами сім'ї, що зазнають фінансових труднощів через коронавірус і забезпечив продовольчими наборами на 2 місяці 35 сімей. Також актор замовляв їжу онлайн всім медичним працівникам навчально-дослідницької лікарні Умраніє. Палали сказав: «Турецький народ відомий своєю готовністю допомогти. Особливо в такі часи кожен повинен брати на себе відповідальність. Саме зараз час підтримки для кращих днів. Організовуючи кампанії допомоги, ми не можемо забувати і про медичних працівників, які працюють вдень і вночі, нехтуючи своїм життям. Я й надалі допомагатиму чим можу. Я сподіваюся, що ці кампанії допомоги надалі зростатимуть».
З грудня 2020 Фуркан Палали приєднався до кампанії підтримки пацієнтів зі спінально-м'язовою атрофією (СМА). Для оплати витрат на лікування Пойраза Алі — дитини з діагнозом СМА, Фуркан виставив на аукціон майку форми футбольної команди «Фенербахче», підписану самим Фурканом, усіма гравцями команди, і президентом спортивного клубу «Фенербахче» Алі Ко́чем, а ще одну таку ж майку надіслав хворому хлопчику.
Протягом всієї професійної діяльності Фуркан Палали різним чином докладає зусиль стосовно пропаганди для підвищення обізнаності суспільства про залежності. Серіал «Останній вихід», в якому Фуркан зіграв головну роль, привертав увагу до життя підлітків, яких намагаються затягти до споживання і продажу наркотиків, яким потрібна реабілітація та психологічна підтримка. Серіал транслювався при підтримці некомерційної організації «Зелений Полумісяць» (Yeşilay(тур.)), яка бореться з курінням, алкоголізмом та іншими залежностями, такими як вживання наркотиків, і надає послуги і методи захисту громадянам, постраждалим від шкідливих звичок. 14 листопада 2015 року «Зелений Полумісяць» провів церемонію нагородження найкращих сценарієв проти наркотиків, де був присутній Фуркан Палали та інші актори серіалу «Останній вихід». В вересні 2016 року було відкрито консультаційний центр «Зеленого Полумісяця» (Yeşilay Danışmanlık Merkezi, YEDAM(тур.)). На відкритті були виставлені футболки для проєкту «Хай почнеться знову» («Yeniden Başlasın»(тур.)), створені знаменитостями в підтримку YEDAM, одна з футболок представлена Фурканом Палали. 1—7 березня 2017 року «Зелений Полумісяць» на честь 97-ї річниці проводив тижневі заходи по всій Туреччині. Фуркан Палали в рамках заходу «Зелена Сцена» на площі Кадикьой в Стамбулі 4 березня 2017 року провів зустріч зі своїми прихильниками.